# Hyalinobatrachium revocatum
Celsiella revocata là một loài ếch trong họ Centrolenidae. Chúng là loài đặc hữu của Venezuela.
Môi trường sống tự nhiên của nó là các khu rừng vùng núi ẩm nhiệt đới hoặc cận nhiệt đới và sông. Loài này đang bị đe dọa do mất môi trường sống.